# La sconosciuta
La sconosciuta (Nederlands: 'De onbekende vrouw') is een Italiaanse film uit 2006 geregisseerd en geschreven door Giuseppe Tornatore. Deze won dertien prijzen, waaronder de publiekprijs op de European Film Awards 2007. De film vertegenwoordigde in 2008 Italië bij de Oscars in de categorie 'beste buitenlandse film'.

## Verhaal
De gevluchte Oekraïense prostituee Irina trekt naar het Italiaanse Triëst om te werken als schoonmaakster. Daar zorgt ze dat ze bevriend raakt met Gina (Piera Degli Esposti), het kindermeisje van alleenstaande moeder Valeria (Claudia Gerini) uit de rijke familie Adacher. Gina valt door Irina's toedoen van de trap waarna Irina haar plaats inneemt. Tijdens haar werk als huishoudster en oppasser voor dochter Tea (Clara Dossena) denkt ze vaak terug aan haar stormachtige verleden als mishandelde prostituee. Ze blijkt haar redenen te hebben om zich juist bij de familie Adacher binnengewerkt te werken.
Terwijl Irina zich tot steeds meer taken bereid toont voor Valeria, wordt ze steeds hechter met Tea. Ook leert ze het totaal niet van zich afbijtende meisje tegen een stootje te kunnen en zich flink te verweren wanneer klasgenoten haar pesten.
Hoewel Irina zich steeds meer in de rol weet te nestelen die ze verlangt, is haar voormalige pooier Muffa (Michele Placido) haar niet vergeten. Hij gebruikte haar niet als standaard-prostituee, maar als 'broedmachine'. Irina kreeg in de twaalf jaar die ze voor hem werkte negen kinderen, die ze vervolgens verplicht ter adoptie aan haar onbekende rijke stellen af moest staan. Haar laatste baby kreeg ze nadat ze zwanger was geworden van arbeider Nello (Paolo Elmo), op wie ze verliefd was. Irina smeekte Muffa deze te mogen houden, maar hij weigerde en vermoordde Nello.
Voor Irina was de dood van Nello en de verkoop van haar liefdesbaby de druppel die de emmer deed overlopen. Nadat Muffa in slaap viel, stak ze hem verhaaldelijk in de buik en borst met een grote schaar. Vervolgens stal ze duizenden euro's van hem en vluchtte weg om op zoek te gaan naar de adoptie-ouders van haar en Nello's baby. Ze is ervan overtuigd deze gevonden te hebben in Valeria en Donato Adacher (Pierfrancesco Favino), de ouders van Tea. Ze wil het meisje daarom dolgraag leren kennen en verzorgen, hoewel ze deze niet van de Adachers af wil pakken omdat die het meisje een leven hebben gegeven dat Irina zelf nooit had kunnen verzorgen. Muffa heeft de aanslag niettemin overleefd, weet waar Irina is en wil zijn geld terug.

## Rolverdeling
- Ksenia Rappoport - Irena / De onbekende
- Michele Placido - Muffa
- Claudia Gerini - Valeria Adachter
- Margherita Buy - Advocate van Irena
- Pierfrancesco Favino - Donato Adacher
- Piera Degli Esposti - Gina
- Clara Dossena - Tea Adacher
- Alessandro Haber - Conciërge
- Ángela Molina - Lucrezia
- Pino Calabrese - Magistraat

## Prijzen
- 2006 - Capri Special Award voor beste nieuwe actrice (Rappoport)
- 2007 - Premi David di Donatello
  - Beste film
  - Beste regisseur (Tornatore)
  - Beste actrice (Rappoport)
  - Beste muziek (Ennio Morricone)
  - Beste cinematograaf (Fabio Zamarion)
- 2007 - Moscow International Film Festival
  - Publieksprijs
  - Zilveren St. George: Beste regisseur (Tornatore)
- European Film Awards
  - Publieksprijs
- 2007 - Italian National Syndicate of Film Journalists
  - Beste regisseur (Tornatore)
  - Beste score (Morricone)
  - Beste bijrolspeler (Alessandro Haber)
- 2007 - Norwegian International Film Festival
  - Publieksprijs

## Trivia
- De Russische actrice Kseniya Rappoport kende geen woord Italiaans voordat de opnames startten.